# Ingvard Ludvigsen
Johannes Ingvard Ludvigsen (12. april 1904 – 5. december 1965) var en dansk bokser som deltog under Sommer-OL 1928.
Han blev født og døde i København.
I 1928 blev han elimineret i anden runde i vægtklassen mellemvægt under Boksning under Sommer-OL 1928 efter at han tabte en kamp mod Piero Toscani.